# ランドリー・シャメット
ランドリー・マイケル・シャメット（Landry Michael Shamet, 1997年3月13日 - ）は、アメリカ合衆国・ミズーリ州カンザスシティ出身のプロバスケットボール選手。NBAのニューヨーク・ニックスに所属している。ポジションはシューティングガード。

## 経歴

### 学生時代
地元のパークヒル高等学校を卒業後、隣のカンザス州ウィチタのウィチタ州立大学に3年間在籍し、2018年のNBAドラフトにアーリーエントリーした。

### フィラデルフィア・76ers
2018年6月21日に行われたNBAドラフトにて1巡目全体26位でフィラデルフィア・76ersから指名された。
2018-19シーズン、シクサーズではJ・J・レディックの控えとして54試合で平均20.5分に出場し、平均8.3得点、1.4リバウンド、1.1アシストなどを記録した。2019年1月8日のワシントン・ウィザーズ戦でキャリアハイとなる29得点を記録した。

### ロサンゼルス・クリッパーズ
2月6日にトバイアス・ハリス、ボバン・マリヤノヴィッチ、マイク・スコットとのトレードで、ウィルソン・チャンドラー、マイク・マスカラ、4つの将来のドラフト指名権と共にロサンゼルス・クリッパーズへ移籍した。クリッパーズでは先発に定着し、新人のシーズンは2球団合計で79試合（先発27試合）で平均22.8分に出場し、9.1得点、1.7リバウンド、1.5アシスト、0.5スティールなどを記録した。3P成功率42.2%で11位だった。これらの活躍もあり、NBAオールルーキーセカンドチームに選出された。
2019-20シーズンは開幕前にカワイ・レナード、ポール・ジョージの加入で選手層が厚くなったが、彼らの欠場時などに先発の機会を得た。このシーズンは53試合（先発30試合）で平均27.4分に出場し、9.3得点、1.9リバウンド、1.9アシストなどを記録した。

### ブルックリン・ネッツ
2020-21シーズン開幕前の11月19日に3チームが絡むトレードでブルックリン・ネッツへ移籍した。2021年1月14日にトレードでジェームズ・ハーデンが加入したために、背番号「13」から「20」に変更することを発表した。

### フェニックス・サンズ
2021-22シーズン開幕前の8月6日に、ジェヴォン・カーター、デイロン・シャープのドラフト交渉権とのトレードでフェニックス・サンズへ移籍し、10月18日にサンズとの4年総額4,300万ドルのルーキー延長契約に合意した。 
2022-23シーズン、12月20日のワシントン・ウィザーズ戦でキャリアハイを更新する31得点を記録したが、チームは110-113で惜敗した。

### ワシントン・ウィザーズ
2023-24シーズン開幕前の6月24日にブラッドリー・ビール、ジョーダン・グッドウィン、アイザイア・トッドとのトレードで、クリス・ポール、6つの将来のドラフト2巡目指名権、4つのドラフト1巡目指名交換権と共にワシントン・ウィザーズへ移籍した。
2024-25シーズン開幕前の7月6日にウィザーズから解雇された。 

### ウェストチェスター / ニューヨーク・ニックス
9月14日にニューヨーク・ニックスとの契約に合意したが、10月15日に行われたシャーロット・ホーネッツとのプレシーズンゲームで肩を脱臼したために、4日後にニックスから解雇された。
10月26日にNBAGリーグドラフトによりウェストチェスター・ニックスへ加入した後、12月23日にニューヨーク・ニックスとの再契約に合意した。

## 個人成績

### NBA

#### レギュラーシーズン
| シーズン | チーム | GP  | GS | MPG  | FG%  | 3P%  | FT%  | RPG | APG | SPG | BPG | PPG  |
| -------- | ------ | --- | -- | ---- | ---- | ---- | ---- | --- | --- | --- | --- | ---- |
| 2018–19  | PHI    | 54  | 4  | 20.5 | .441 | .404 | .815 | 1.4 | 1.1 | .4  | .1  | 8.3  |
| 2018–19  | LAC    | 25  | 23 | 27.8 | .414 | .450 | .795 | 2.2 | 2.3 | .5  | .1  | 10.9 |
| 2019–20  | LAC    | 53  | 30 | 27.4 | .404 | .375 | .855 | 1.9 | 1.9 | .4  | .2  | 9.3  |
| 2020–21  | BKN    | 61  | 12 | 23.0 | .408 | .387 | .846 | 1.8 | 1.6 | .5  | .2  | 9.3  |
| 2021–22  | PHX    | 69  | 14 | 20.8 | .394 | .368 | .840 | 1.8 | 1.6 | .4  | .1  | 8.3  |
| 2022–23  | PHX    | 40  | 9  | 20.2 | .377 | .377 | .882 | 1.7 | 2.3 | .7  | .1  | 8.7  |
| 2023–24  | WAS    | 46  | 5  | 15.8 | .431 | .338 | .826 | 1.3 | 1.2 | .5  | .2  | 7.1  |
| 2024–25  | NYK    | 50  | 0  | 15.2 | .461 | .397 | .667 | 1.2 | .5  | .5  | .0  | 5.7  |
| 通算     | 通算   | 398 | 97 | 21.1 | .413 | .385 | .833 | 1.7 | 1.5 | .5  | .1  | 8.3  |

#### プレーオフ
| シーズン | チーム | GP | GS | MPG  | FG%  | 3P%  | FT%   | RPG | APG | SPG | BPG | PPG |
| -------- | ------ | -- | -- | ---- | ---- | ---- | ----- | --- | --- | --- | --- | --- |
| 2019     | LAC    | 6  | 6  | 29.0 | .342 | .323 | 1.000 | 2.0 | 1.7 | 1.0 | .0  | 7.7 |
| 2020     | LAC    | 13 | 4  | 18.7 | .407 | .357 | .714  | 1.7 | 1.3 | .5  | .2  | 5.2 |
| 2021     | BKN    | 12 | 0  | 17.2 | .439 | .385 | .800  | 1.8 | .6  | .4  | .1  | 4.2 |
| 2022     | PHX    | 12 | 0  | 16.0 | .396 | .346 | .714  | 1.7 | 1.3 | .5  | .0  | 4.3 |
| 2023     | PHX    | 10 | 1  | 18.4 | .378 | .379 | .750  | 1.7 | 1.1 | .2  | .1  | 4.8 |
| 2025     | NYK    | 11 | 0  | 7.5  | .450 | .467 | .250  | .4  | .7  | .1  | .0  | 2.4 |
| 通算     | 通算   | 64 | 11 | 16.9 | .399 | .367 | .757  | 1.5 | 1.1 | .4  | .1  | 4.5 |

### カレッジ
| シーズン | チーム            | GP | GS | MPG  | FG%  | 3P%  | FT%  | RPG | APG | SPG | BPG | PPG  |
| -------- | ----------------- | -- | -- | ---- | ---- | ---- | ---- | --- | --- | --- | --- | ---- |
| 2015–16  | ウィチタ ステート | 3  | 1  | 17.7 | .438 | .300 | .750 | 2.7 | 1.7 | 1.7 | .3  | 8.7  |
| 2016–17  | ウィチタ ステート | 36 | 35 | 26.7 | .472 | .439 | .802 | 2.8 | 3.3 | .7  | .2  | 11.4 |
| 2017–18  | ウィチタ ステート | 32 | 32 | 31.7 | .489 | .442 | .825 | 3.2 | 5.2 | .7  | .2  | 14.9 |
| 通算     | 通算              | 71 | 68 | 28.6 | .480 | .437 | .811 | 3.0 | 4.1 | .8  | .2  | 12.9 |

## タイトル・表彰・記録
- NBAオールルーキーチーム：2018-19シーズン（2ndチーム）